# Комарово (Санкт-Петербург)
Комаро́во (рос. Комарово; до 1948 року — Келломякі, від фін. Kellomäki — «дзвонова гора») — селище в Росії, внутрішньоміське муніципальне утворення у Курортному районі міста федерального значення Санкт-Петербурга.

## Історія
Первинна назва селища — Келломякі, яке почало бурхливо розбудовуватися на початку XX століття завдяки дачному буму. Залізнична платформа була відкрита тут у 1901 році.
1 травня 1903 року платформа було перетворена на станцію Келломякі (нині — Платформа Комарово). Цей день і вважається днем заснування селища Комарово.
До появи залізниці ця місцевість була абсолютно незаселеною під назвою Хірвісуо, що означає «лосине болото».
До 1916 року в селищі вже налічувалося близько 800 будинків дачного типу.
У 1917 році була відкрита фінська народна школа.
Перед початком радянсько-фінської війни (1939—1940) в Келломякі постійно проживало 167 родин.
До 1939 року селище Келломякі входило до складу волості Теріокі Виборзької губернії.
У жовтні 1939 року, під час загострення фінсько-радянських відносин, цивільне населення селища було повністю евакуйовано фінською владою з метою безпеки.
Навесні 1940 року в селище Келломякі прийшли перші російські переселенців з Ленінграда.
У 1941 році, з початком німецько-радянської війни, російське населення покинуло Келломякі.
У березні 1966 року на Комаровському селищному кладовищі похована російська поетеса українського походження Анна Ахматова.
У 1983 році селище стало відомо завдяки російському співаку, заклятому путіністу Ігорю Скляру, який у фільмі «Ми з джазу» виконав популярну пісню «Комарово».

## Населення
Чисельність населення за переписом 2017 року складало 1290 осіб.
Населення за роками

## Світлини

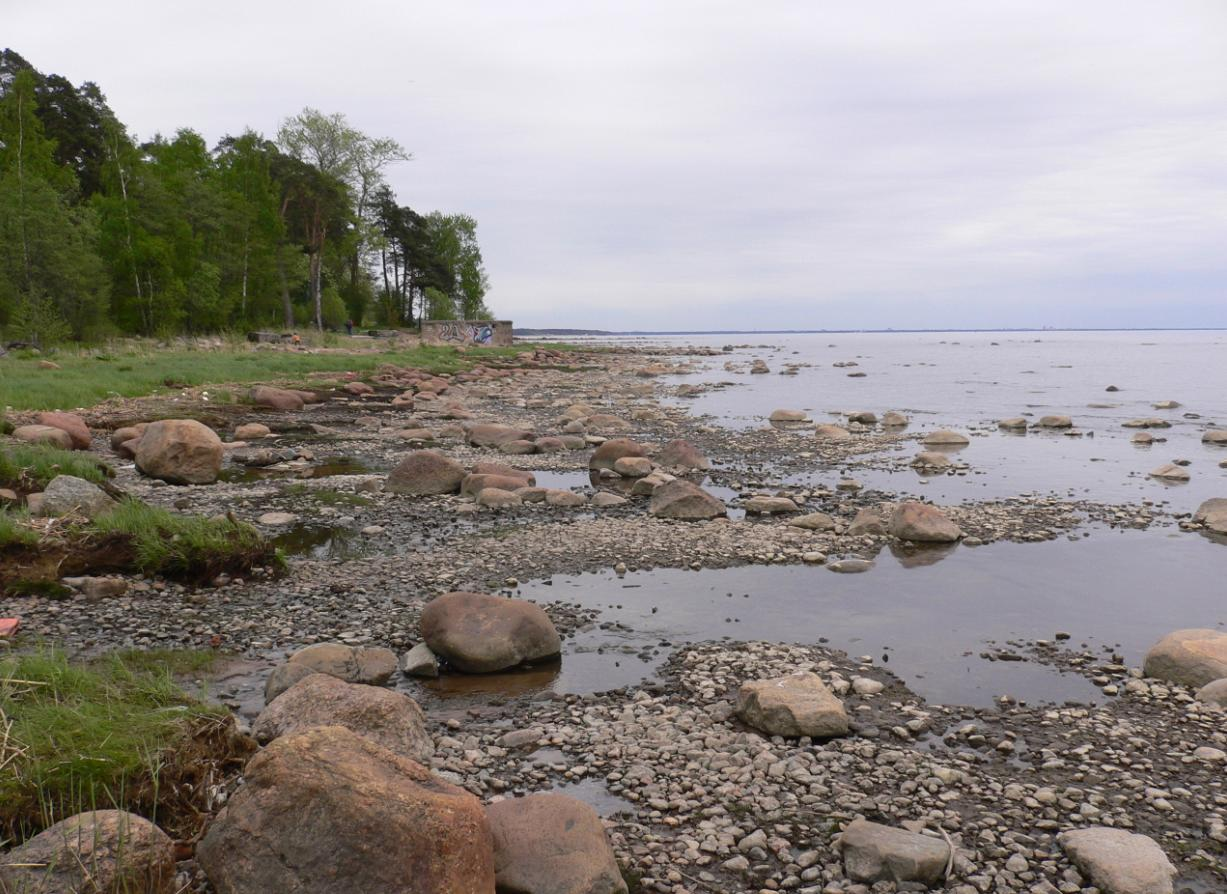
Узбережжя Фінської затоки в Комарово
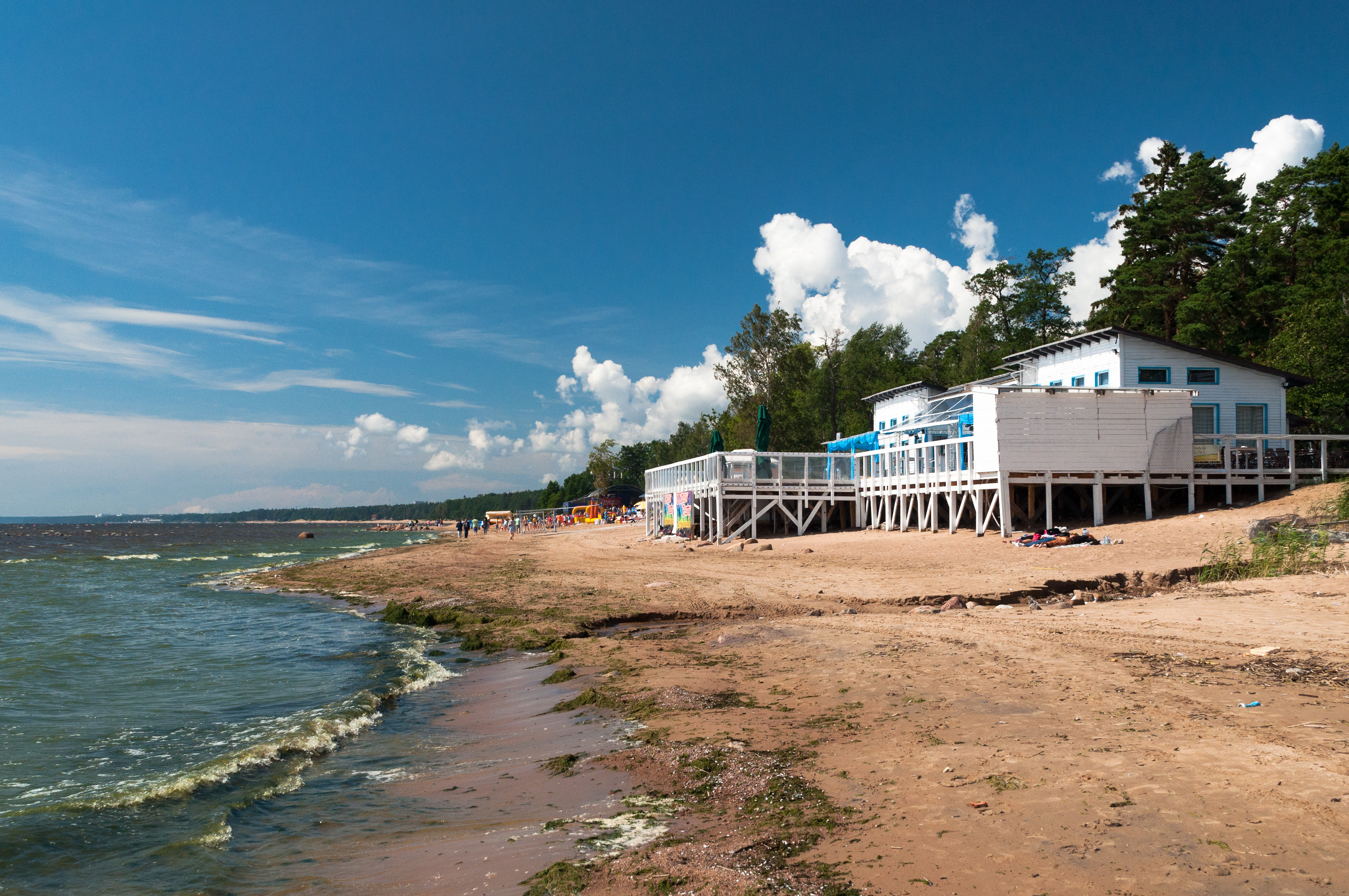
Фінська затока
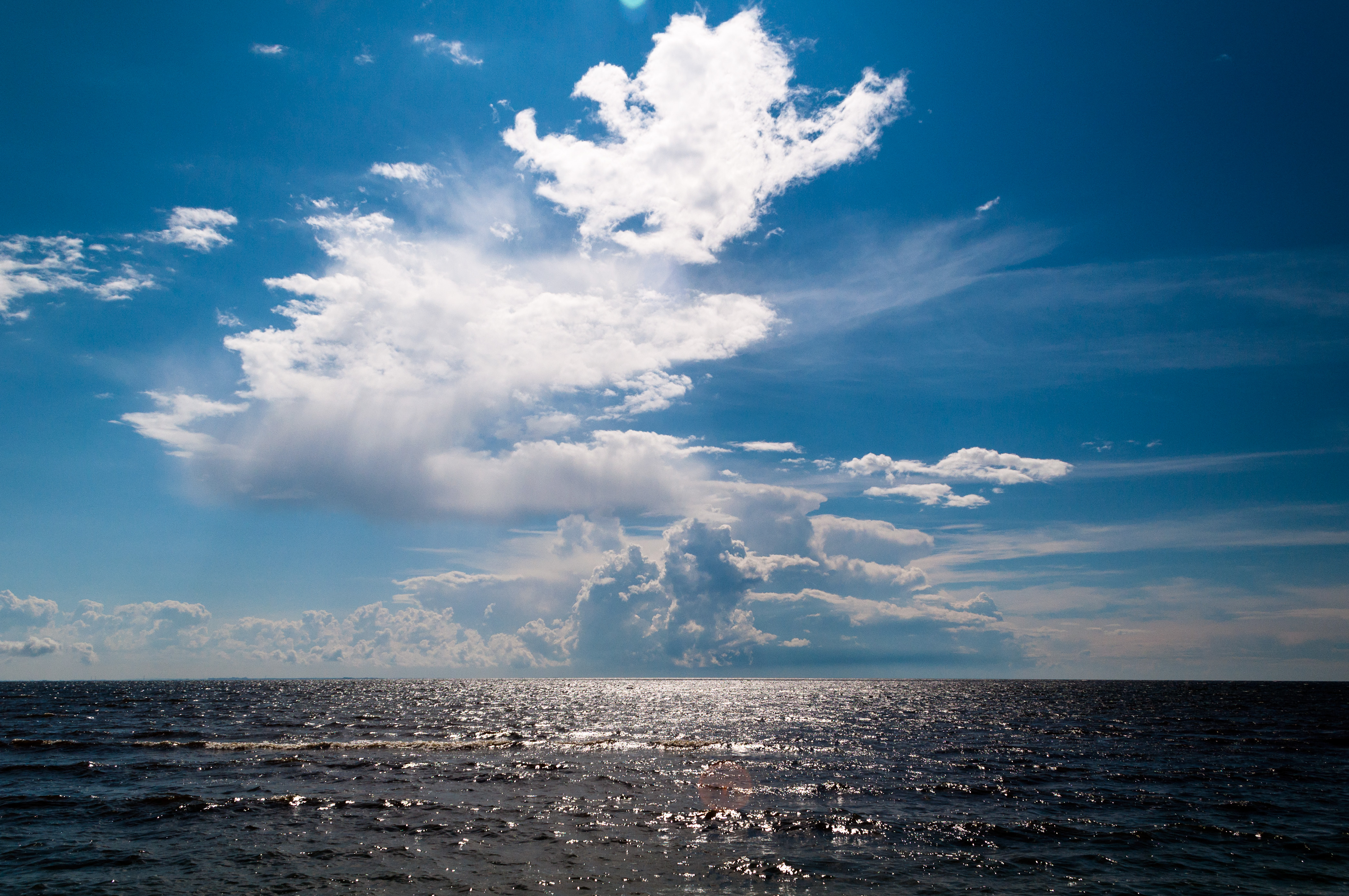
Літній день на узбережжі Фінської затоки
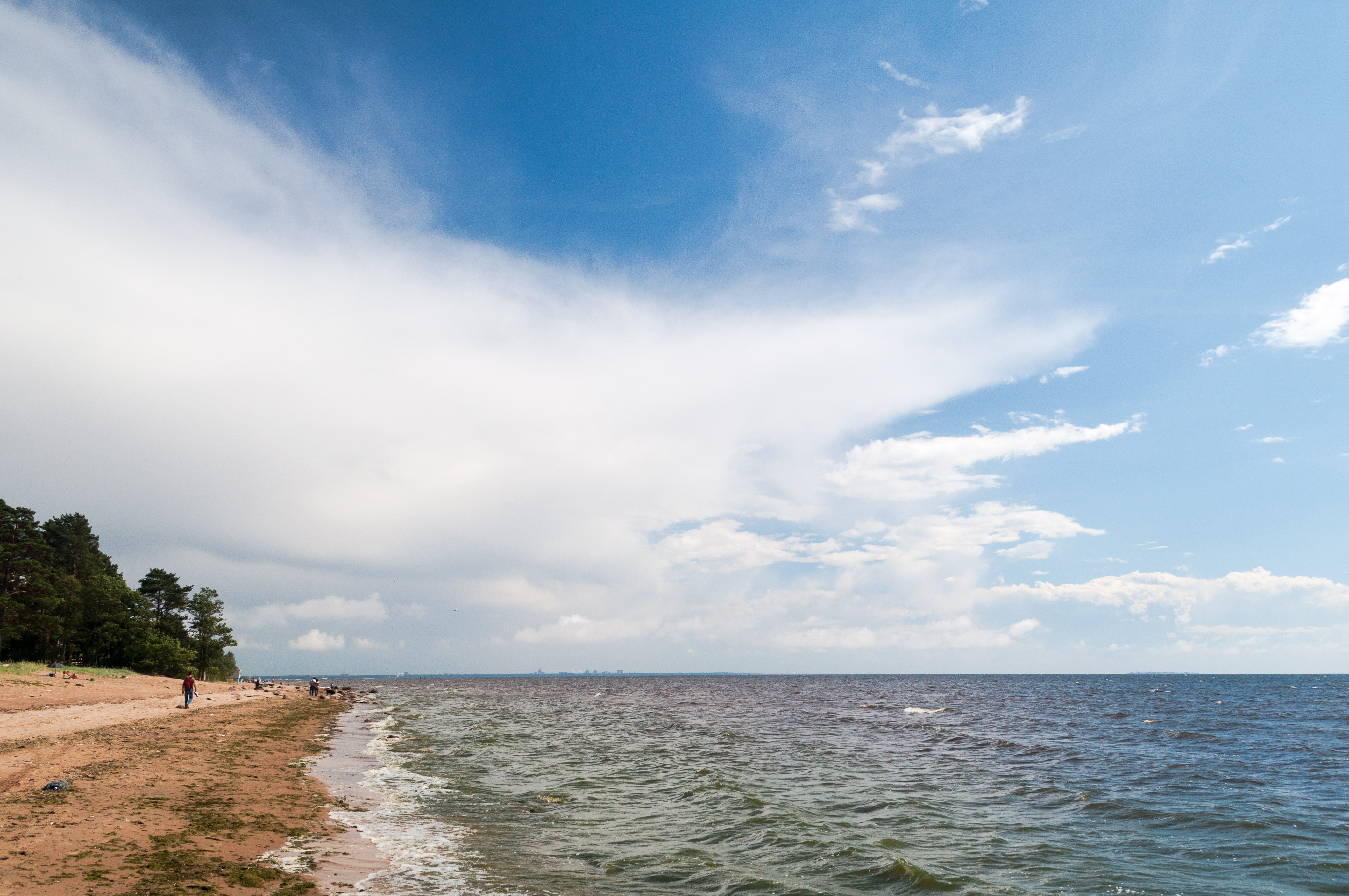
Селище Комарово, узбережжя Фінської затоки,
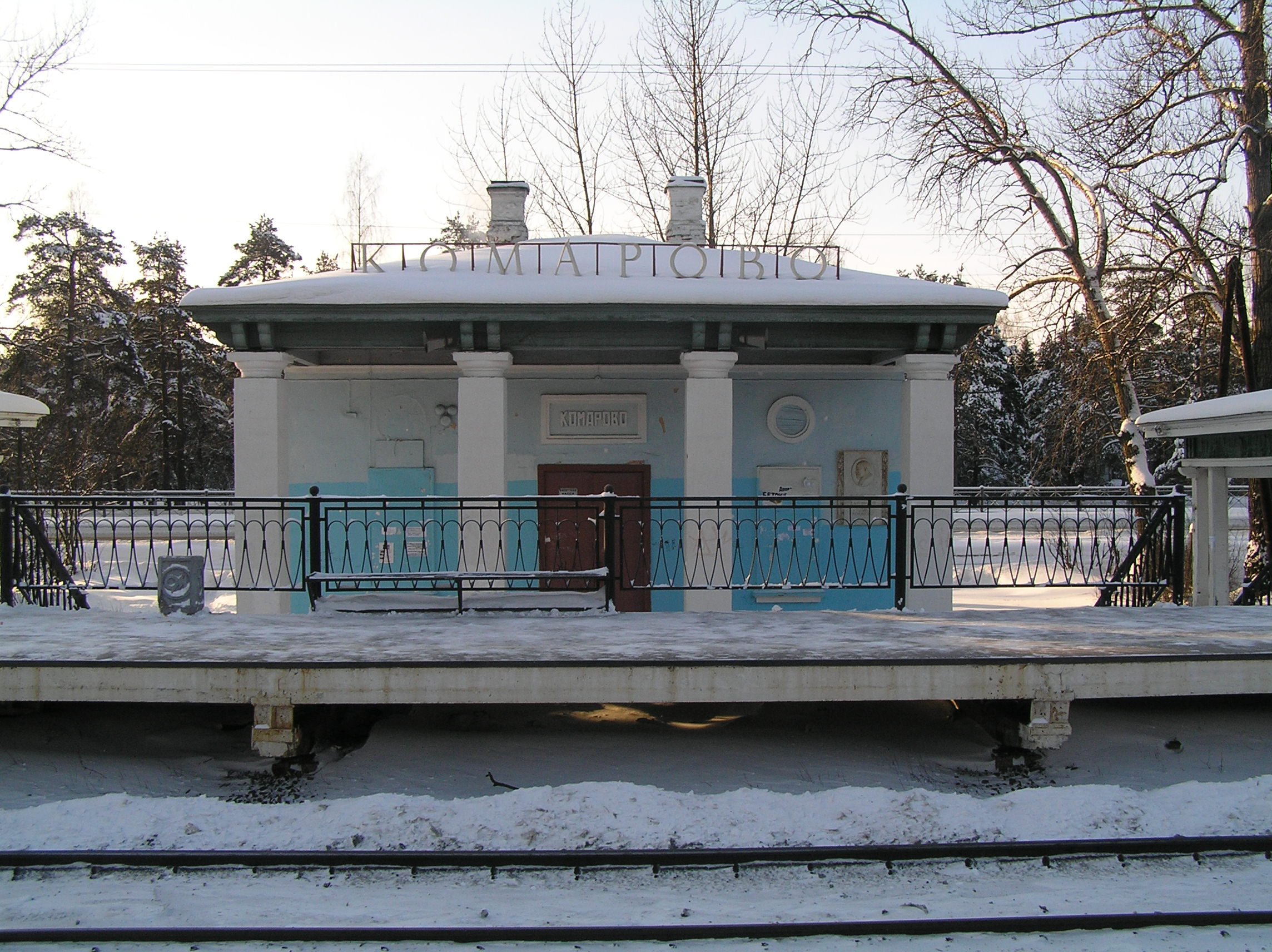
Павільйон залізничною платформи Комарово
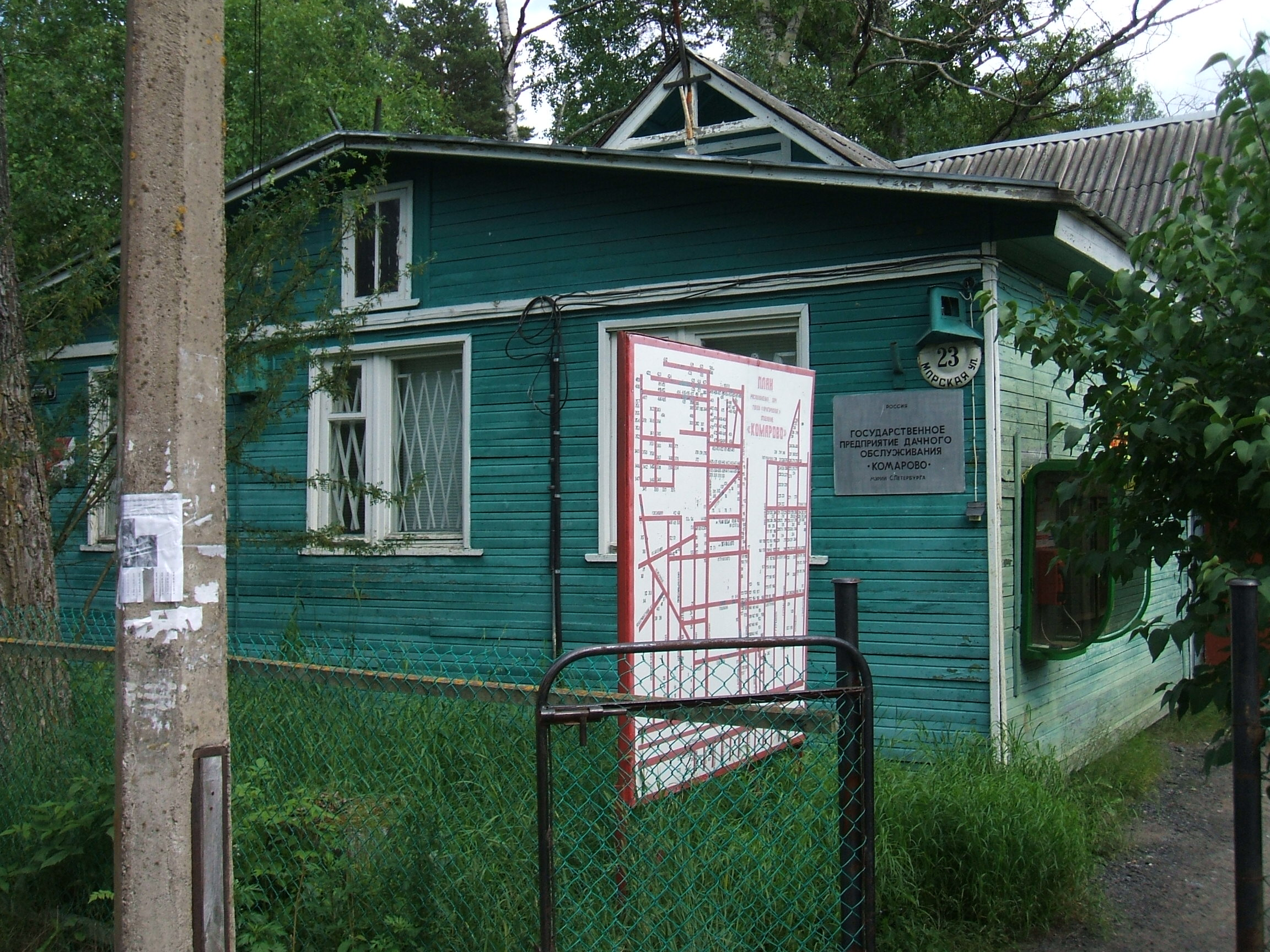
Будівля дачного господарства
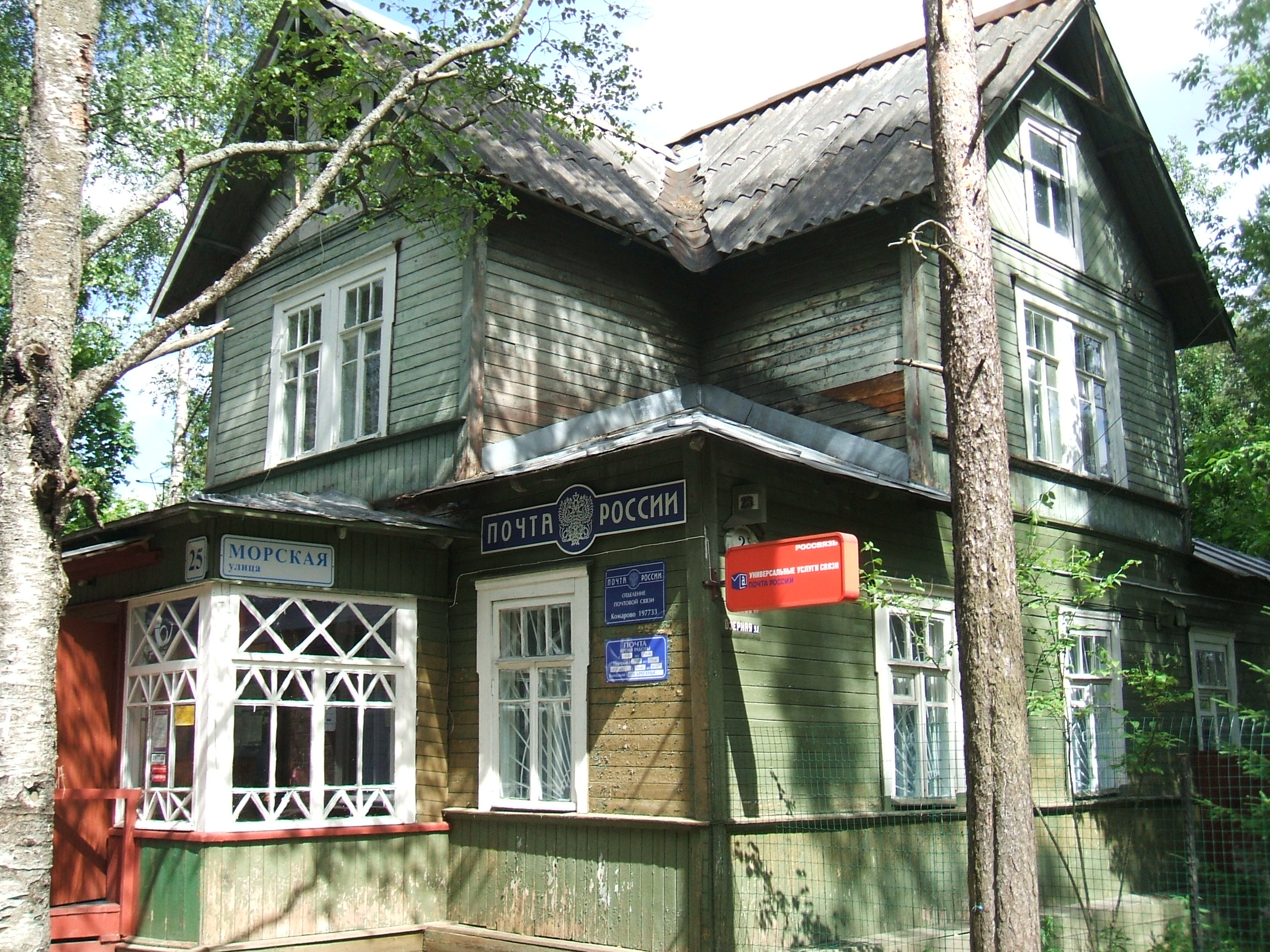
Пошта
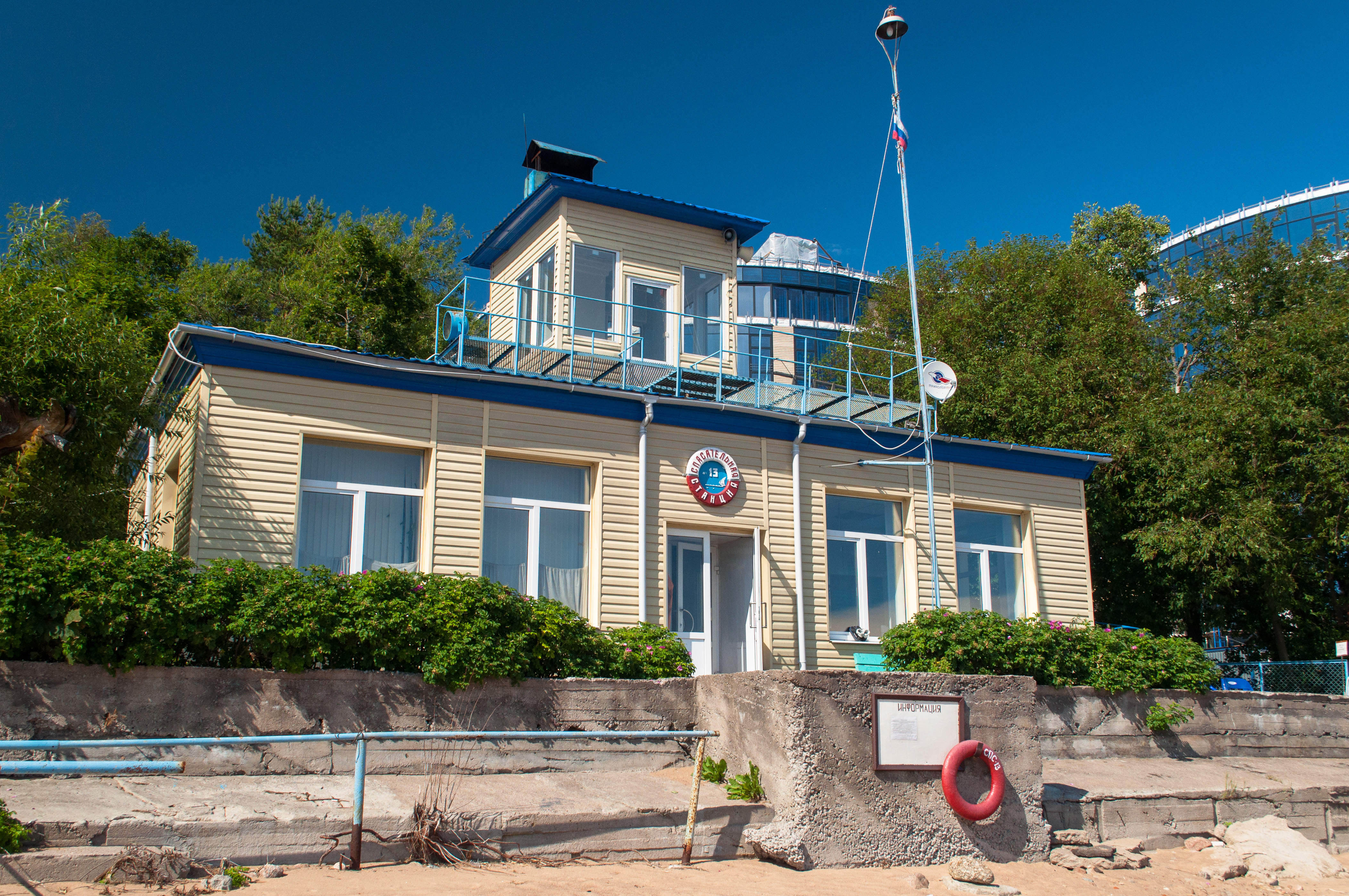
Рятувальна станція
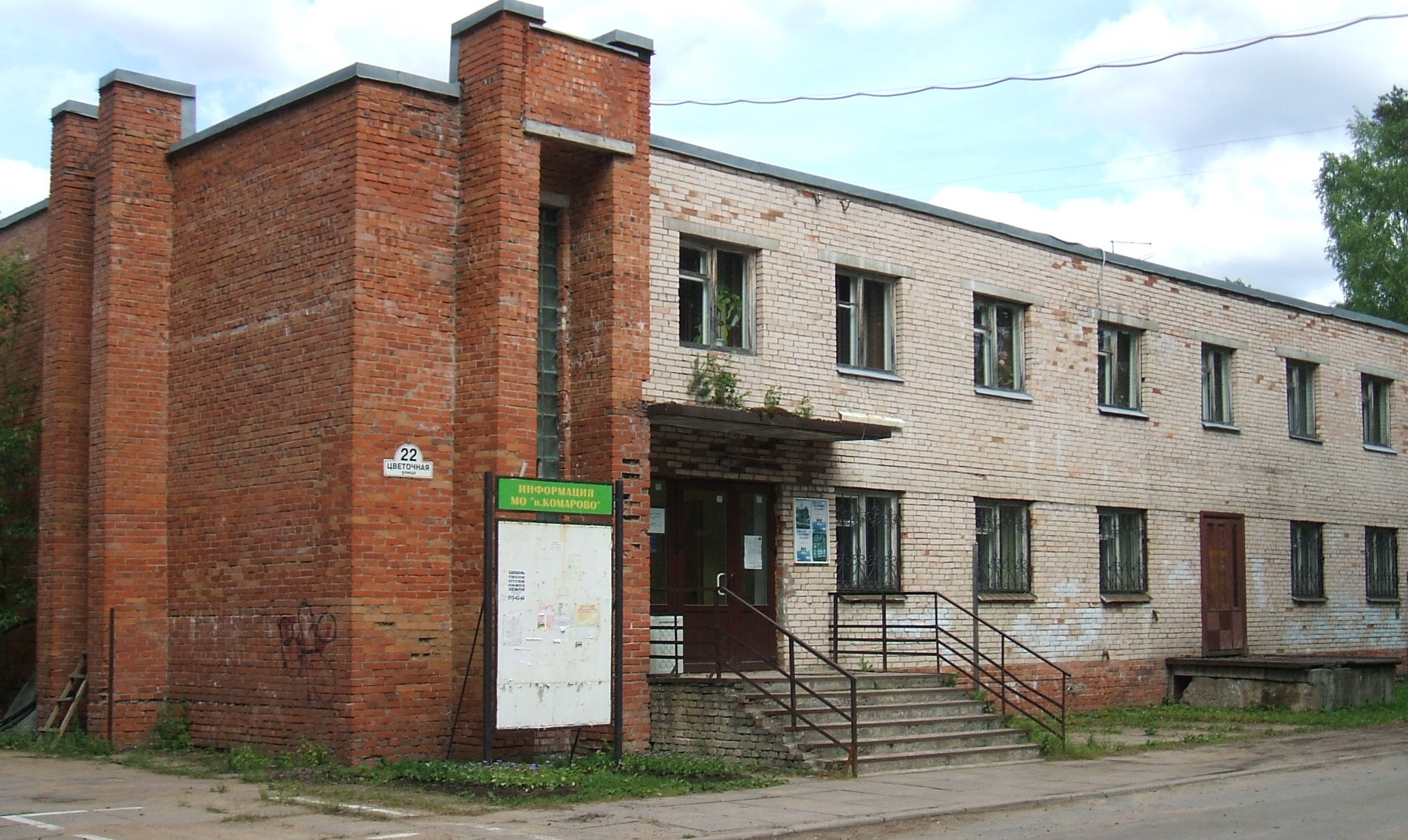
Музей
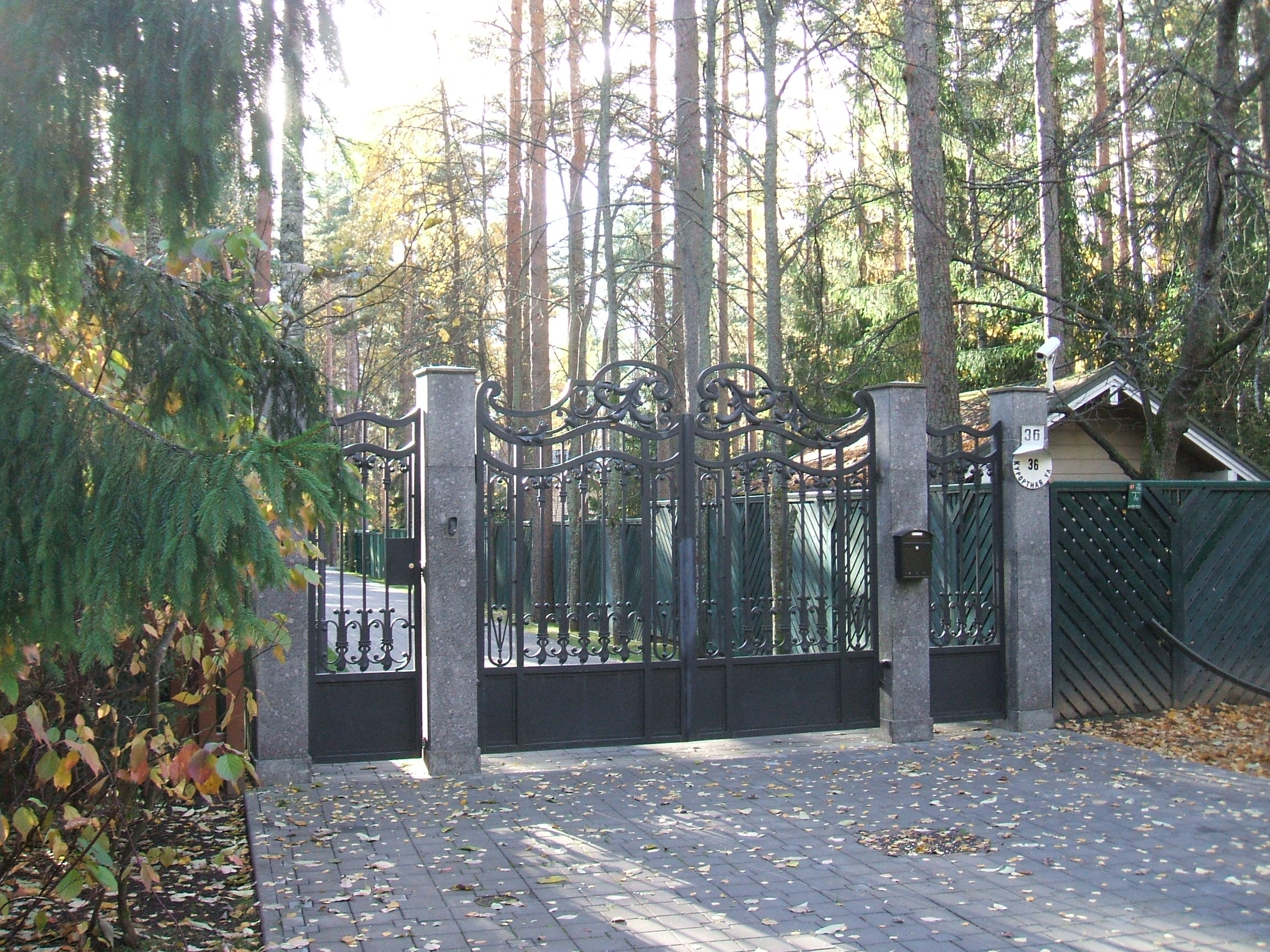
Курортна вулиця. Академмістечко
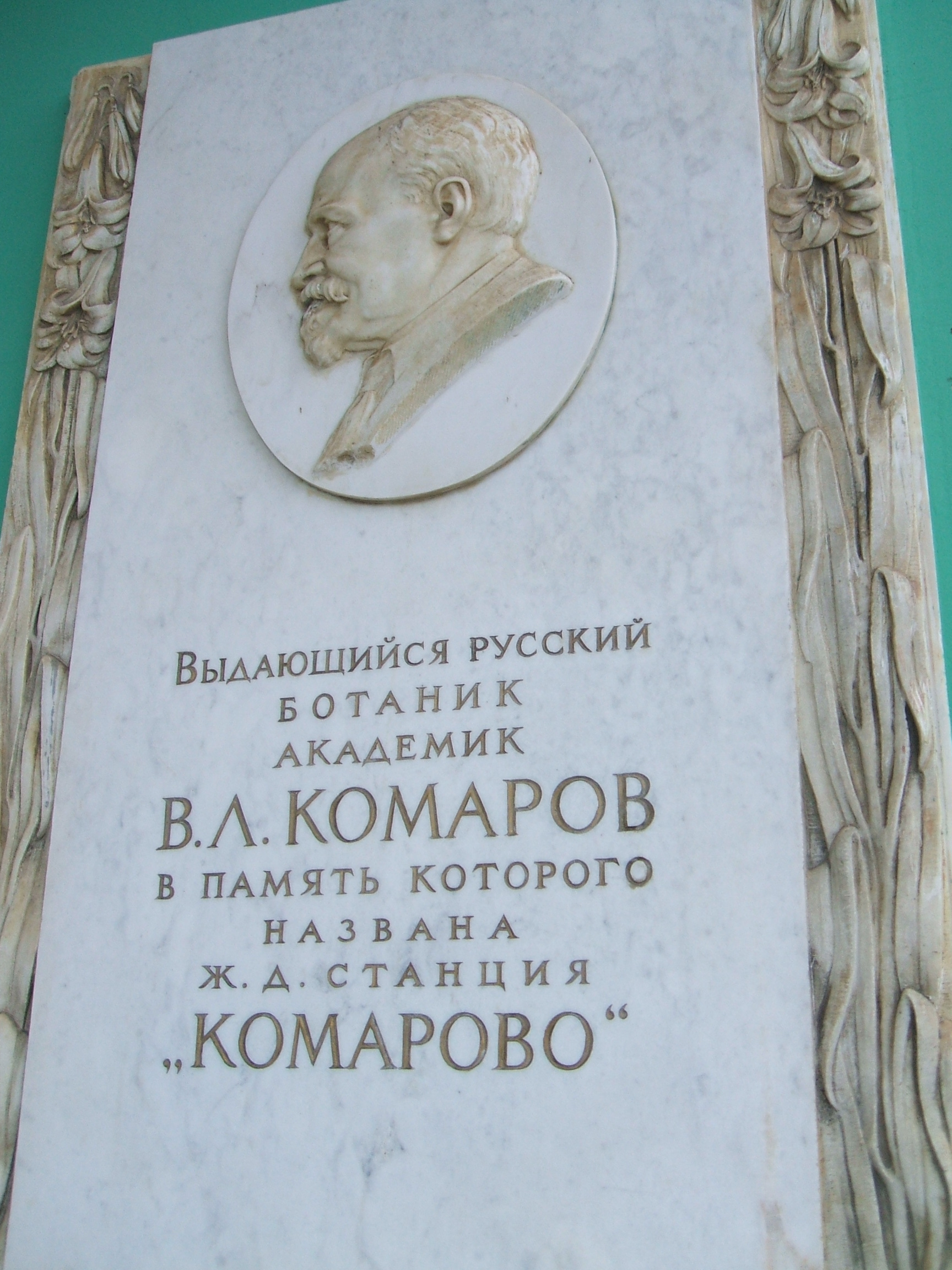
Барельєф академіка Комарова на будівлі вокзалу
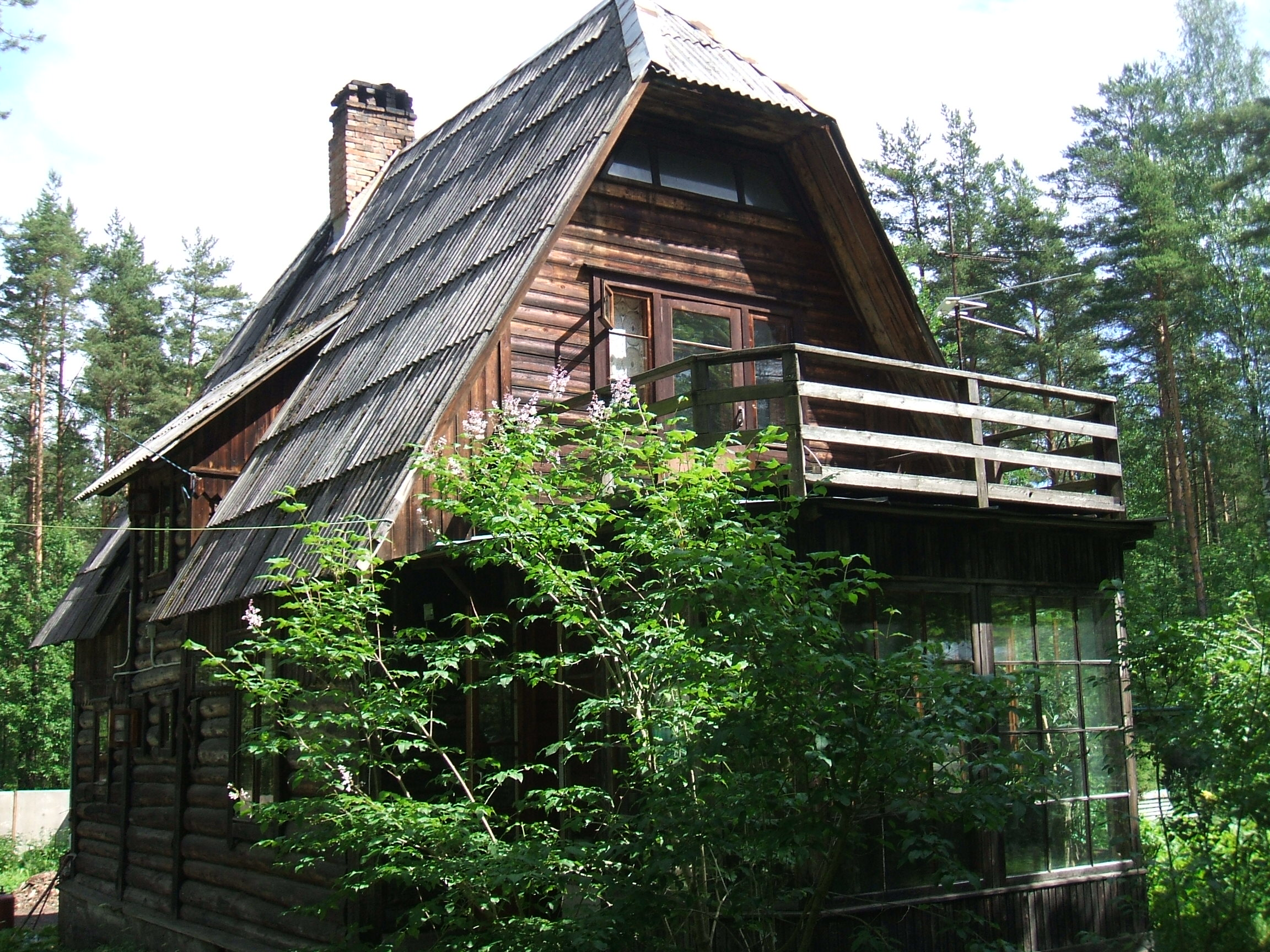
Дача композитора Клюзнера
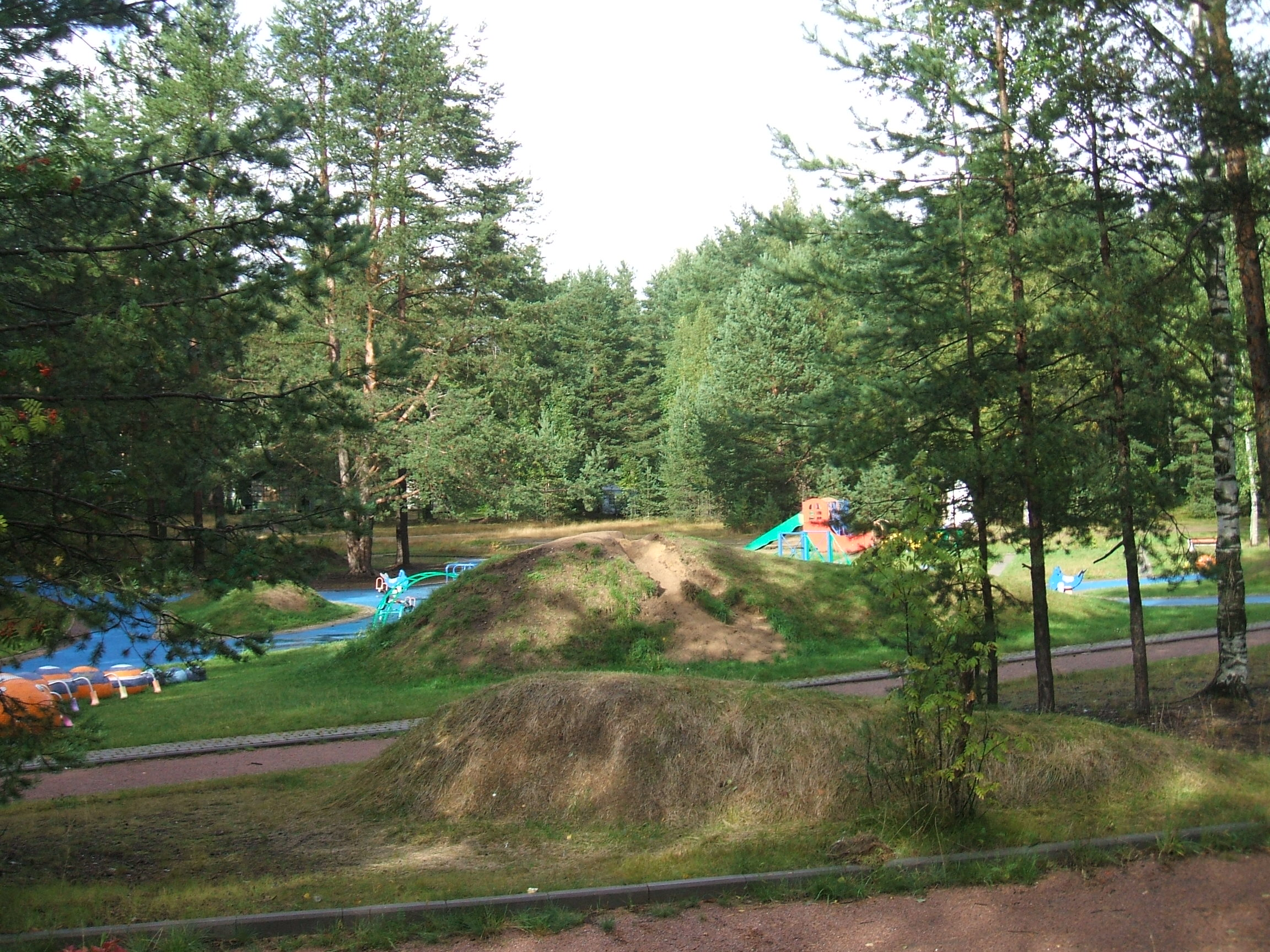
Дитячий майданчик
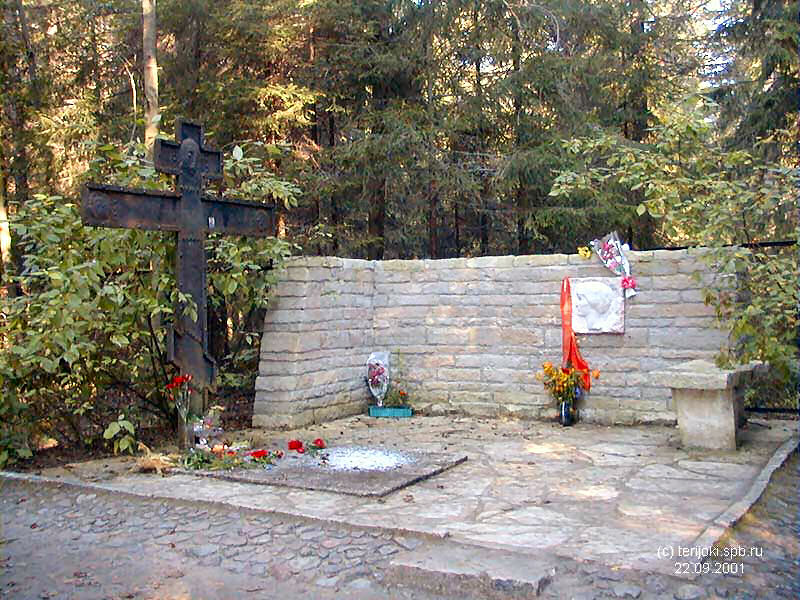
Могила Анни Ахматової
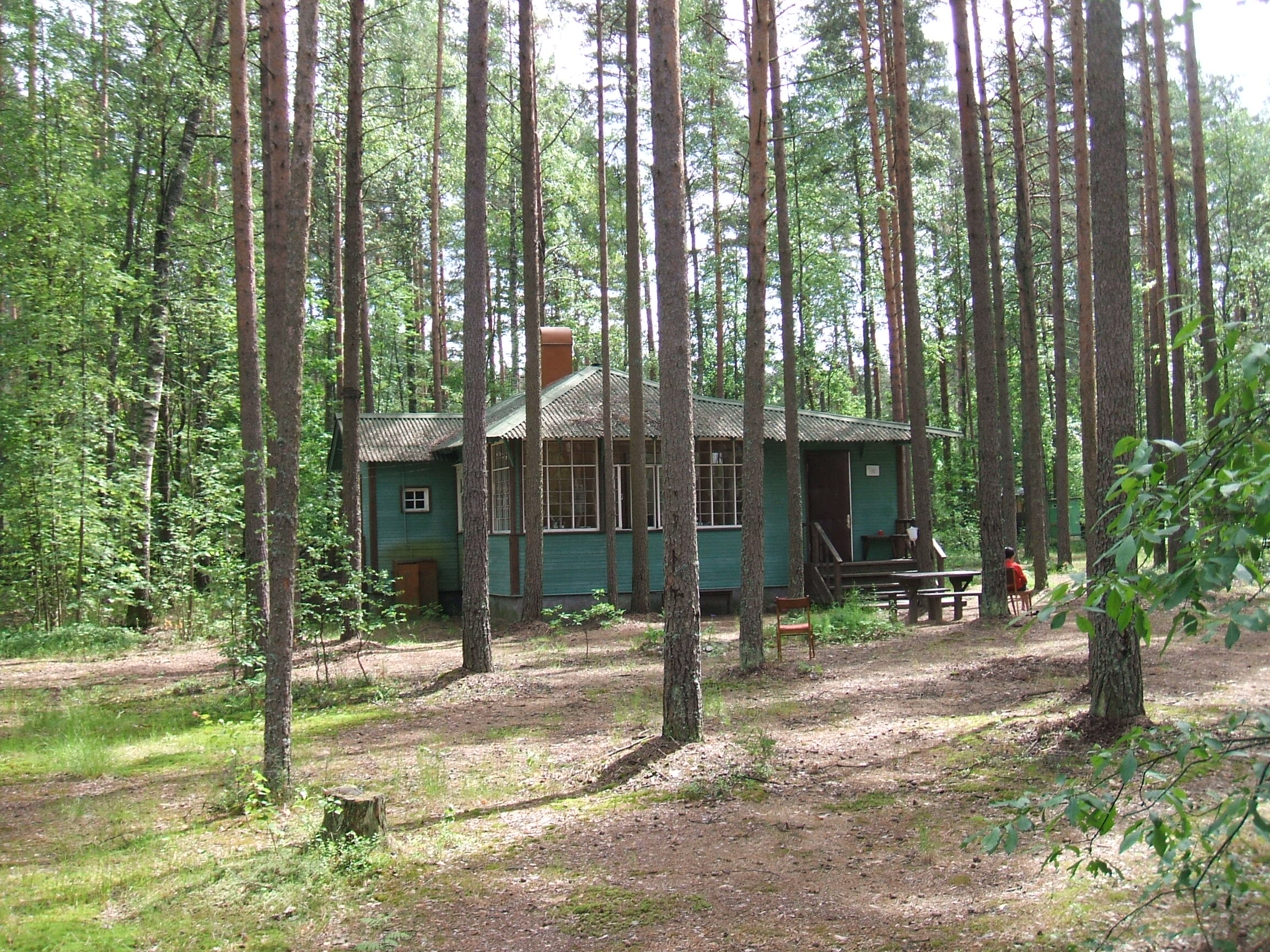
Будинок Анни Ахматової на вулиці Осипенка